# Печанівська сільська рада
Печанівська сільська рада — колишня адміністративно-територіальна одиниця та орган місцевого самоврядування у Любарському і Романівському (Миропільському, Дзержинському) районах Житомирської і Бердичівської округ, Вінницької й Житомирської областей Української РСР та України з адміністративним центром у с. Печанівка.

## Населені пункти
Сільській раді підпорядковані населені пункти:
- с. Печанівка
- с. Паволочка

## Населення
Кількість населення ради станом на 1923 рік становила 1 731 особу, кількість дворів — 349.
Відповідно до перепису населення СРСР, станом на 17 грудня 1926 року, чисельність населення ради становила 1 057 осіб, з них за статтю: чоловіків — 503, жінок — 554, етнічний склад: українців — 879, росіян — 9, євреїв — 92, поляків — 61, чехів — 5, інші — 11. Кількість господарств — 254, з них несільського типу — 56.
Відповідно до результатів перепису населення СРСР, кількість населення ради, станом на 12 січня 1989 року, становила 1 715 осіб.
Станом на 5 грудня 2001 року, відповідно до перепису населення України, кількість мешканців сільської ради становила 1 644 особи.

## Склад ради
Рада складалася з 16 депутатів та голови.

## Історія
Створена 1923 року в складі сіл Гордіївка та Печанівка Ново-Чорторийської волості Полонського повіту Волинської губернії. У 1926 році у с. Гордіївка утворено окрему сільську раду. Станом на 17 грудня 1926 року і підпорядкуванні значилося селище залізничної станції Печанівка.
Станом на 1 вересня 1946 року сільська рада входила до складу Дзержинського району Житомирської області, на обліку в раді перебували с. Печанівка та сел. зал. станції Печанівка.
11 серпня 1954 року, відповідно до указу Президії Верховної ради Української РСР «Про укрупнення сільських рад по Житомирській області», підпорядковано с. Паволочка та хутір Короленків ліквідованої Паволочківської сільської ради Дзержинського району. 5 березня 1959 року, відповідно до рішення Житомирського облвиконкому № 161 «Про ліквідацію та зміну адміністративно-територіального поділу окремих сільських рад області», приєднано територію та с. Колодяжне ліквідованої Колодяжненської сільської ради Дзержинського району. 29 червня 1960 року, відповідно до рішення Житомирського облвиконкому № 683 «Про об'єднання деяких населених пунктів в районах області», х Короленків та сел. залізничної станції об'єднані із с. Печанівка. 10 березня 1966 року, відповідно до рішення ЖОВК № 126 «Про утворення сільських рад та зміни в адміністративному підпорядкуванні деяких населених пунктів області», с. Колодяжне підпорядковано Камінської сільської ради Дзержинського району.
На 1 січня 1972 року сільська рада входила до складу Дзержинського району Житомирської області, на обліку в раді перебували села Паволочка та Печанівка.
29 березня 1972 року, відповідно до рішення Житомирського ОВК «Про зміну адміністративного підпорядкування села Гордіївки Дзержинського району», підпорядковано с. Гордіївка Камінської сільської ради. 14 листопада 1991 року, відповідно до рішення Житомирської обласної ради «Про внесення змін в адміністративно-територіальний устрій окремих районів», у с. Гордіївка відновлено окрему сільську раду.
Виключена з облікових даних 22 грудня 2017 року в зв'язку з об'єднанням до складу Миропільської селищної територіальної громади Романівського району Житомирської області.
Входила до складу Любарського (7.03.1923 р., 17.06.1925 р.) та Романівського (Миропільського, Дзержинського, 21.08.1924 р., 13.02.1935 р.) районів.